# Theodor Vetter (Anglist)

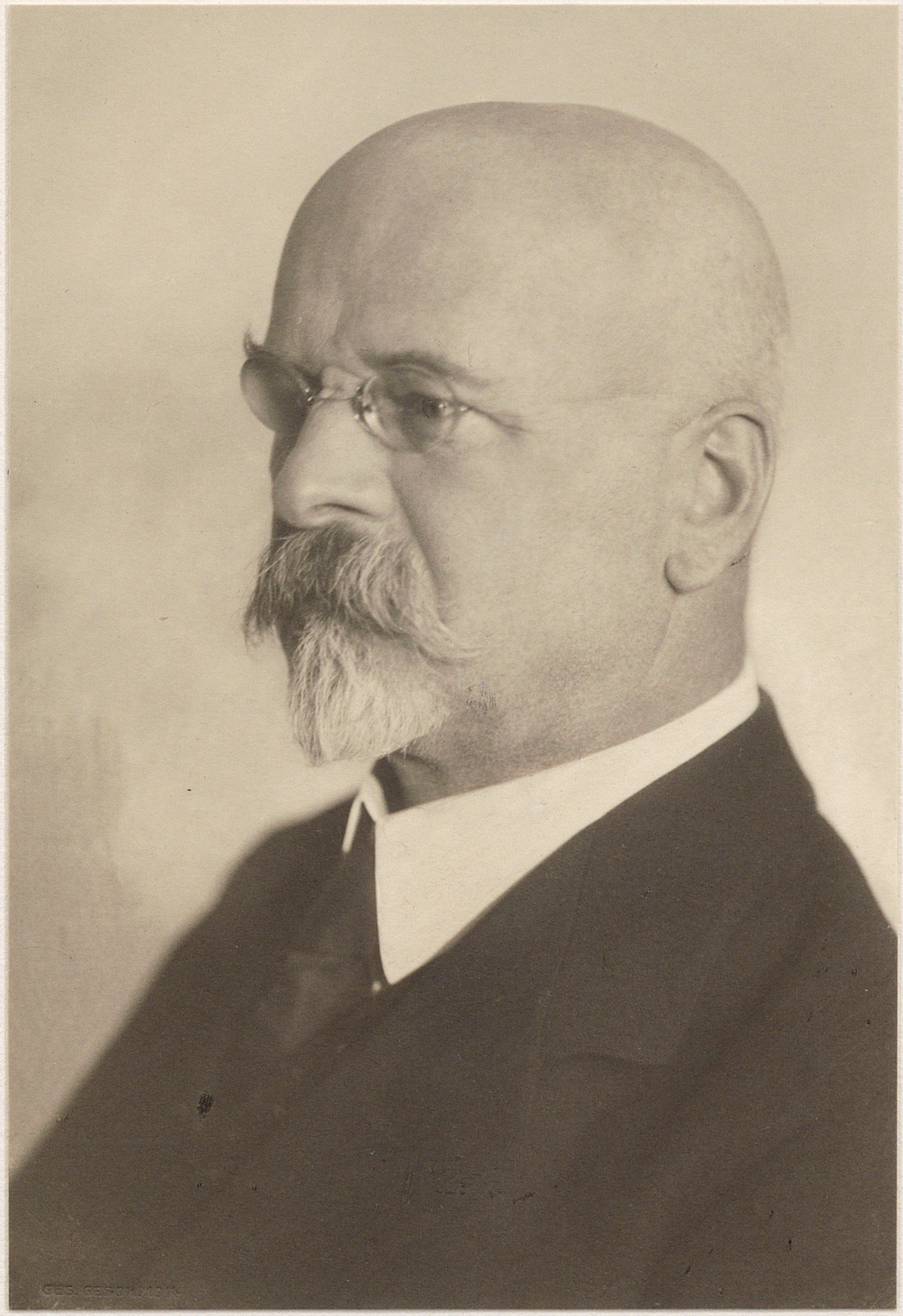
Theodor Vetter, um 1914

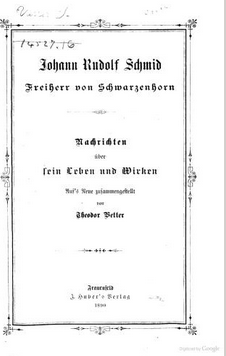
Johann Rudolf Schmid (1890)

Theodor Vetter (* 28. Juni 1853 in Dägerlen; † 23. Juli 1922 in Zürich) war ein Schweizer Anglist. Er war der Bruder des Germanisten Ferdinand Vetter.

## Leben
Theodor Vetter studierte an der Universität Basel Philosophie bei Jacob Burckhardt und Friedrich Nietzsche. Durch ein Augenleiden zur Unterbrechung der Studien gezwungen, übernahm der Student 1876 eine Hauslehrerstelle in Chișinău und studierte darauf an der Universität Moskau slawische Sprachen. Daneben arbeitete er an der Schule von Michail Nikiforowitsch Katkow als Hilfslehrer sowie als Bibliothekar. Seine slawischen Studien setzte Vetter 1879 an der Universität Leipzig fort, wo er Assistent von Friedrich Zarncke war und 1881 mit einer Arbeit Zur Geschichte der nominalen Deklination im Russischen promovierte.
Anschliessend zog Theodor Vetter in die Vereinigten Staaten und betätigte sich als Privatlehrer, Bibliothekar und Dozent der Harvard University. 1884 kehrte er in die Schweiz zurück und übernahm eine Stelle für Englisch, Deutsch und Lateinisch an der Kantonsschule Frauenfeld. 1888 wurde er Lehrer am städtischen Lehrerinnenseminar und an der Höheren Töchterschule in Zürich. Ein Jahr vorher hatte er sich mit einer Arbeit über Johann Jakob Bodmer an der Universität Zürich für englische Sprache und Literatur habilitiert. 1891 wurde Vetter ebenda zum ausserordentlichen und 1901 zum ordentlichen Professor berufen. 1896–1898 war er Dekan der Philosophischen Fakultät und 1918–1920 Rektor der Universität. Ab 1895 war Vetter des Weiteren auch Professor für englische Sprachen und Literatur am Eidgenössischen Polytechnikum und stand diesem 1911–1913 auch als Rektor vor.
Theodor Vetter beteiligte sich in verschiedenen Schulgremien von Stadt und Kanton Zürich und erwarb als aktives Mitglied der Museumsgesellschaft Zürich und Mitgründer der Zentralbibliothek grosse Verdienste um das Zürcher Bibliothekswesen. 1912–1922 sass er für die Demokratische Partei im Zürcher Kantonsparlament und amtierte ab 1915 als Erziehungsrat.